# Нардт
Нардт или Нарч (нем. Nardt; в.-луж. Narćо файле) — деревня в Верхней Лужице, Германия. Входит в состав коммуны Эльстерхайде района Баутцен в земле Саксония. Подчиняется административному округу Дрезден.

## География
Находится на севере Верхней Лужицы в районе Лужицких озёр. Через деревню проходит автомобильная дорога B96.
Соседние населённые пункты: на северо-востоке — деревня Нова-Лука и на юго-востоке — город Хойерсверда (граничит с промышленным районом города, который носит наименование «Промышленный район Нардт»).

## История
Впервые упоминается в 1401 году под наименованием Nart.
В годы нацистского режима носила наименование Elsterhorst (1936—1947).
С 1936 по 1947 года была административным центром коммуны Эльстерхорст. С 1995 года входит в современную коммуну Эльстерхайде.
В настоящее время деревня входит в состав культурно-территориальной автономии «Лужицкая поселенческая область», на территории которой действуют законодательные акты земель Саксонии и Бранденбурга, содействующие сохранению лужицких языков и культуры лужичан.
Исторические немецкие наименования.
- Nart, 1401
- North, 1462
- Nardt, 1568
- Nard, Narden, Nardt, 1635
- Nardt, Nardh, Naarden, 1819
- Elsterhorst, 1936—1947

## Население
Официальным языком в населённом пункте, помимо немецкого, является также верхнелужицкий язык.
Согласно статистическому сочинению «Dodawki k statisticy a etnografiji łužickich Serbow» Арношта Муки в 1884 году в деревне проживало 296 человек (из них — 296 серболужичан (100 %)).
Лужицкий демограф Арношт Черник в своём сочинении «Die Entwicklung der sorbischen Bevölkerung» указывает, что в 1956 году при общей численности в 326 человек серболужицкое население деревни составляло 55,2 % (из них верхнелужицким языком владело 156 взрослых и 24 несовершеннолетних).
| 1825 | 1871 | 1885 | 1905 | 1925 | 1939 | 1946 | 1950 | 1964 | 1990 |
| ---- | ---- | ---- | ---- | ---- | ---- | ---- | ---- | ---- | ---- |
| 251  | 281  | 287  | 288  | 463  | 315  | 369  | 299  | 305  | 274  |